# Magnus Vogelius
Magnus Vogelius (født 2. juni 1775 på Frederiksberg, død 9. november 1847) var en dansk sognepræst i Hobro, far til farmaceut og brygmester Peter August Vogelius (1821 - 1889).
Magnus Vogelius var søn af præst Peder Vogelius (1741-1787) og Hedvig Høegh (1741-1821) som var gehejmeråd (svarende til statsminister) Ove Høegh-Guldbergs søster.
Vogelius blev student fra Aarhus Latinskole i 1792 og teolog fra Københavns Universitet i 1795. Derefter levede han af at undervise. Vogelius blev kapellan ved Viborg Domkirke og præst ved byens tugthus i 1809. Fra 1812 var han tillige lærer på Viborg Katedralskole. I 1818 blev han udnævnt til sognepræst i Hobro og Skjellerup Sogn.
Vogelius blev i 1816 gift med Martha Maria Giern.
Vogelius oversatte Anviisning til det mundtlige Foredrags Dannelse for geistlige og verdslige Talere fra tysk i 1804 og udgav Fortællinger i 1829.